# 舌尖上的義大利
《舌尖上的義大利》（日语：ピアシェーヴォレ！ 〜piacevole〜）是由Nab_At（渡邊敦子）創作的日本漫畫作品，自2013年10月11日至2017年10月27日在comico（NHN comico）上連載，作品名稱中的「piacevole」在義大利語為「愉快」之意。單行本由EARTH STAR Comics（EARTH STAR Entertainment）出版，標題為《piace～我的義大利料理～》。
使用單行本標題的電視動畫自2017年1月開始播放。

## 故事簡介
故事發生在供應各式各樣美味料理的義大利料理店——義大利餐廳「菲斯塔」。女高中生七瀨萌里菜在那裡與充滿個性的人們共事後，開始對料理的世界產生興趣。

## 登場人物
七瀨萌里菜（聲：千本木彩花）
本作主角，女高中生，在義大利餐廳「菲斯塔」擔任服務生。個性單純，脾氣很好，但是有人侮辱料理時會生氣，其力道可以徒手破壞一道牆。以一位義大利廚師為目標，向麻呂等人學習料理。目前和麻呂交往。
北原麻呂（聲：米內佑希）
「菲斯塔」的代理店長，還是小學生但擁有天才般的料理技術，但是個性仍然像小孩子。接替兩年前出外旅行後便沒有回來的父親經營餐廳，放學後會回到店裡幫忙工作。喜歡萌里菜。目前和萌里菜交往。
藤木瑠梨（聲：日笠陽子）
「菲斯塔」的副店長兼會計，平時很嚴厲，但偶爾也有溫柔的一面。
近野桐秀（聲：阿座上洋平）
「菲斯塔」的主菜廚師，對食材有很強烈的執著，甚至有戀物的傾向。
折木衛（聲：八代拓）
「菲斯塔」的Dolce（甜點）師傅，雖然技術高超，但是雙手得了腱鞘炎因此無法做料理，因為長相帥氣，所以受女生歡迎。極度愛好女色，個性看似輕浮，但是很關心麻呂，期望麻呂不要鑽牛角尖，步上他的後塵，並一直期待可以出現麻呂喜歡的人來改變他。不允許任何人侮辱菲斯塔。
帝莉沙羅（聲：五十嵐裕美）
高級日本料理店「祭禮」老闆的孫女，具有敏銳的嗅覺與味覺，喜歡萌里菜的料理。

## 書籍資訊
- Nab_At（渡邊敦子（日语：渡辺敦子 (アニメーター)））《piace～我的義大利料理～》

| 冊數 | EARTH STAR Entertainment | EARTH STAR Entertainment |
| 冊數 | 發售日期                 | ISBN                     |
| ---- | ------------------------ | ------------------------ |
| 1    | 2015年9月12日            | ISBN 978-4-80-300774-9   |
| 2    | 2017年1月12日            | ISBN 978-4-80-300982-8   |

## 電視動畫
以《piace～我的義大利料理～》為題，自2017年1月開始播放。

### 製作人員
- 原作、人物設定：Nab_At（渡邊敦子（日语：渡辺敦子 (アニメーター)））「舌尖上的義大利」
- 導演：櫻井弘明
- 美術導演：春日禮兒
- 音響導演：菊池晃一
- 音響製作：
- 音樂製作：波麗佳音
- 動畫製作：ZERO-G

### 主題曲

作詞、作曲、編曲：Yashikin，主唱：本日主廚

### 各話列表
| 話數   | 日文標題 | 中文標題                 | 本日主廚                                                     | 劇本     | 分鏡     | 演出     | 作畫監督 |
| ------ | -------- | ------------------------ | ------------------------------------------------------------ | -------- | -------- | -------- | -------- |
| 第1話  |          | 悶煎鼠尾草風味伊比利黑豬 | 千本木彩花、米內佑希                                         | 櫻井弘明 | 櫻井弘明 | 櫻井弘明 | 渡邊敦子 |
| 第2話  |          | 香辣茄汁筆管麵           | 千本木彩花、阿座上洋平                                       | 櫻井弘明 | 櫻井弘明 | 櫻井弘明 | 渡邊敦子 |
| 第3話  |          | 提拉米蘇                 | 米內佑希、八代拓                                             | 櫻井弘明 | 櫻井弘明 | 櫻井弘明 | 渡邊敦子 |
| 第4話  |          | 義大利燉茄子             | 阿座上洋平、八代拓                                           | 櫻井弘明 | 櫻井弘明 | 櫻井弘明 | 渡邊敦子 |
| 第5話  |          | 桑格里亞水果酒           | 日笠陽子、八代拓                                             | 櫻井弘明 | 櫻井弘明 | 櫻井弘明 | 渡邊敦子 |
| 第6話  |          | 廚師                     | 米內佑希、阿座上洋平                                         | 櫻井弘明 | 櫻井弘明 | 櫻井弘明 | 渡邊敦子 |
| 第7話  |          | 卡布里沙拉               | 千本木彩花、八代拓                                           | 櫻井弘明 | 櫻井弘明 | 櫻井弘明 | 渡邊敦子 |
| 第8話  |          | 英國風味湯               | 千本木彩花、五十嵐裕美                                       | 櫻井弘明 | 櫻井弘明 | 櫻井弘明 | 渡邊敦子 |
| 第9話  |          | 西式天婦羅               | 千本木彩花、日笠陽子                                         | 櫻井弘明 | 櫻井弘明 | 櫻井弘明 | 渡邊敦子 |
| 第10話 |          | 式奶酪                   | 八代拓、五十嵐裕美                                           | 櫻井弘明 | 櫻井弘明 | 櫻井弘明 | 渡邊敦子 |
| 第11話 |          | 牛肉切片                 | 米內佑希、五十嵐裕美                                         | 櫻井弘明 | 櫻井弘明 | 櫻井弘明 | 渡邊敦子 |
| 第12話 |          | 沙拉                     | 千本木彩花、米內佑希 阿座上洋平、日笠陽子 八代拓、五十嵐裕美 | 櫻井弘明 | 櫻井弘明 | 櫻井弘明 | 渡邊敦子 |

### 出版社
1. ↑  . EARTH STAR Entertainment.   [2016-10-25]. （原始内容存档于2017-10-13） （日语）.
2. ↑  . EARTH STAR Entertainment.   [2017-01-11]. （原始内容存档于2017-10-13） （日语）.

## 外部連結
- 《舌尖上的義大利》於日本comico上的連載 （页面存档备份，存于）（日語）
- 《舌尖上的義大利》於臺灣comico上的連載 （页面存档备份，存于）（繁體中文）
- 《舌尖上的義大利》於中國大陸comico上的連載（简体中文）
- 電視動畫《piace～我的義大利料理～》官方網站 （页面存档备份，存于）（日語）
- 電視動畫《piace～我的義大利料理～》官方的X（前Twitter）（日語）